# Mallophora purpurea
Mallophora purpurea är en tvåvingeart som först beskrevs av Walker 1850.  Mallophora purpurea ingår i släktet Mallophora och familjen rovflugor. Inga underarter finns listade i Catalogue of Life.